# 古奧斯提亞港

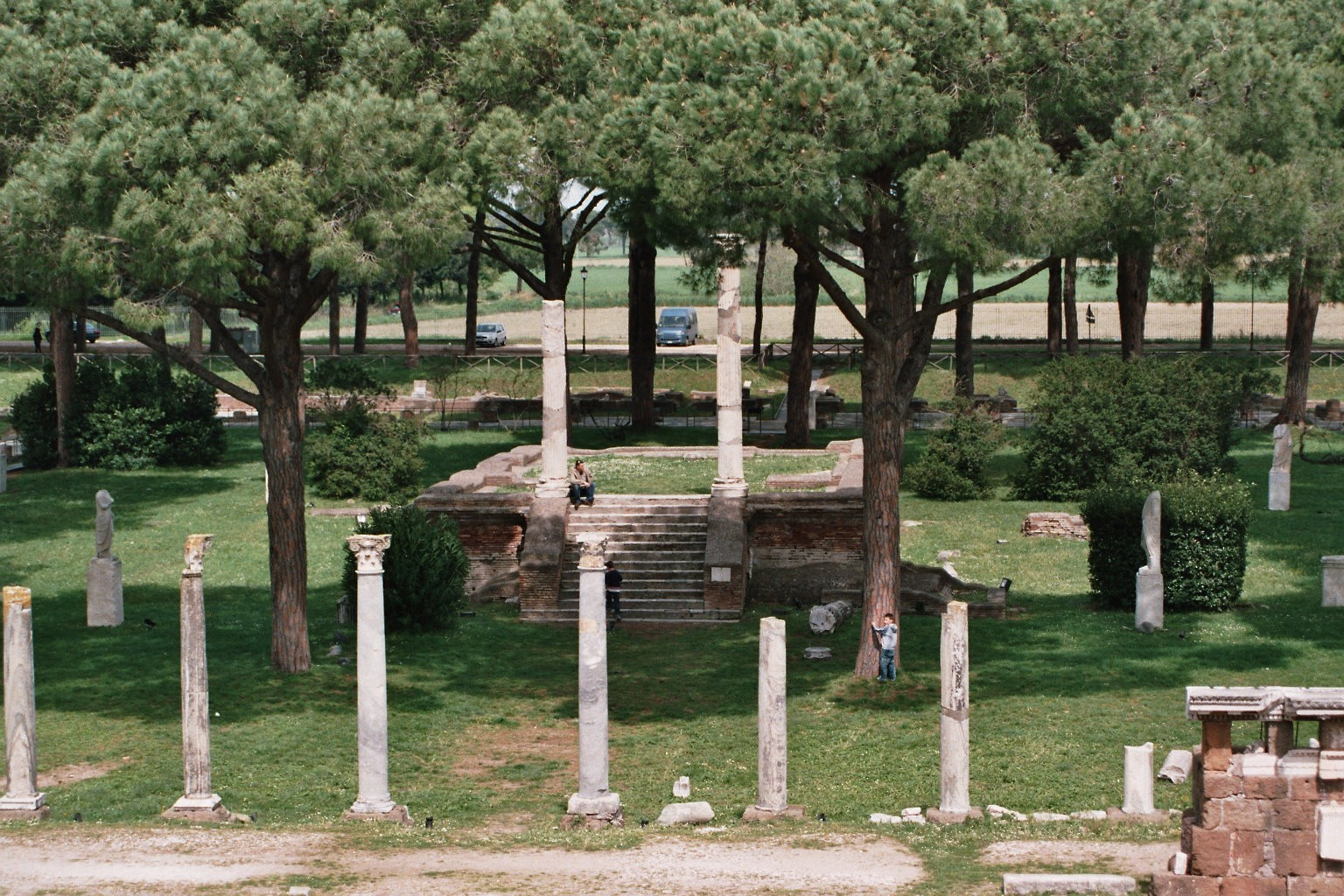
奧斯提亞安提卡

奧斯提亞安提卡（義大利語：Ostia Antica）即古奧斯提亞。是位於義大利中部拉齊奧大區羅馬市奧斯提亞的一座古羅馬時期的港灣都市遺跡。由於砂石堆積，現在奧斯提亞安提卡距離海岸線已有3公里。在神話記載中，這裡在西元前7世紀時就已經有城市。但按照實際考古記錄，這座城市的歷史可以追溯至西元前4世紀初期。在西元前3世紀至2世紀時，這裡曾是羅馬海軍的主要據點。2世紀時，城市發展達到鼎盛時期。但由於砂石堆積導致港口淤塞，城市人口逐漸減少。羅馬帝國末期，奧斯提亞安提卡被廢棄。848年爆發基督教與伊斯蘭教間的海戰，而基督教一方獲勝。